# Colleen Sostorics
Colleen Sostorics (* 17. Dezember 1979 in Kennedy, Saskatchewan) ist eine ehemalige kanadische Eishockeynationalspielerin, die zwischen 1999 und 2009 für die Calgary Oval X-Treme aktiv war. Mit der kanadischen Nationalmannschaft gewann sie drei Goldmedaillen bei Olympischen Winterspielen sowie sechs Medaillen bei Weltmeisterschaften.

## Karriere

### Eishockey
Colleen Sostorics begann in ihrer Heimatstadt Kennedy mit dem Eishockey und spielte im lokalen Jungenteam bis zum Alter von 17 Jahren. In der Saison 1996 wurde sie zum Kapitän ihrer Mannschaft bestimmt, die zu diesem Zeitpunkt auf dem Bantam-Level spielte. Bei den Canada Winter Games 1995 spielte Sostorics für das Team Saskatchewan. Zwei Jahre später nahm sie zudem an den nationalen kanadischen U18-Meisterschaften teil. Nach ihrer Juniorenzeit bekam sie das Angebot, an der University of Calgary zu studieren und für dessen Eishockeyteam, die Calgary Dinos, in der CIAU zu spielen. Sostorics nahm ein Wirtschaftsstudium in Calgary auf und wurde jeweils am Ende der Saison 1997/98 und 1998/99 in das All-Star Team der Collegeliga CIAU berufen.

#### Calgary Oval X-Treme
Ab der Saison 1999/2000 spielte sie parallel für das semiprofessionelle Eishockeyteam Calgary Oval X-Treme in der National Women’s Hockey League und später Western Women’s Hockey League (WWHL). Außerdem repräsentierte die Mannschaft die Provinz Alberta ab 1998 bei der nationalen kanadische Meisterschaft der Frauen, den Esso Women’s Nationals. Dabei gewann Oval X-Treme 1998 die Meisterschaft und belegte 1999 den zweiten und 2000 den dritten Platz.
Mit Calgary Oval X-Treme erreichte Sosotorics 2001, 2003 und 2007 erneut das Finale um die kanadische Meisterschaft und gewann diese. Zudem ist die Mannschaft Serienmeister der WWHL.

#### International
1999 gab Sostorics ihr Debüt in der kanadischen U22-Nationalmannschaft und nahm mit dieser am Christmas Cup 1999 teil, welches die Nationalauswahl als Sieger beendete. In den folgenden zwei Jahren nahm sie mit der U22-Mannschaft an den U22 4 Nations Cups teil und gewann diese. in der Saison 2000/01 war sie zudem Kapitän der U22-Auswahl. Aufgrund ihrer Leistungen im U22-Team wurde sie 2001 in die kanadische Frauennationalmannschaft berufen und nahm mit dieser an der Weltmeisterschaft 2001 teil. Zum Goldmedaillengewinn der Kanadierinnen steuerte Sostorics zwei Tore und einen Assist bei.
2002 gehörte Sostorics zum Team Canada, das bei den Olympischen Winterspielen in Salt Lake City die Goldmedaille gewann. 2006 und 2010 konnte das Auswahlteam diesen Erfolg wiederholen. Zudem gewann sie mit dem Team Canada weitere Gold- und Silbermedaillen bei Weltmeisterschaften. Nach dem Gewinn der dritten Goldmedaille beendete sie im September 2010 offiziell ihre Karriere.
Seit 2015 ist Sostorics Assistenztrainerin an der University of Regina.

### Andere Sportarten
In ihrer Jugendzeit spielte Sostorics neben Eishockey noch Fußball und Softball. 1997 gewann sie die regionalen Meisterschaften ihrer Altersklasse in allen drei Sportarten. Zudem wurde sie 1994 und 1995 als Wertvollste Spielerin der regionalen Softball-Meisterschaft ausgezeichnet. Seit ihrer Collegezeit spielt sie im Sommer Rugby und gewann 2003 mit dem Team Alberta die nationale kanadische Rugby-Meisterschaft.

### Sonstiges
Nach dem Gewinn der Goldmedaille bei den olympischen Winterspielen 2002 wurde in ihrer Heimatstadt Kennedy eine Straße nach Sostorics benannt – die Colleen Sostorics Avenue. 2004 beendete sie ihr Studium an der Universität von Calgary mit einem Bachelor in Wirtschaftswissenschaften.

## Erfolge und Auszeichnungen

### National
- All-Star-Team der CIAU 1998 und 1999
- Gewinn der Esso Women’s Nationals 1998, 2001, 2003 und 2007 mit Team Alberta (Calgary Oval X-Treme)
- Meister der WWHL 2005, 2006, 2007 und 2008 mit den Calgary Oval X-Treme
- Meister der NWHL 2003 und 2004 mit den Calgary Oval X-Treme
- Kanadischer Rugby-Meister 2003 mit Team Alberta

### International
- 2001 Goldmedaille bei der Weltmeisterschaft
- 2002 Goldmedaille bei den Olympischen Winterspielen
- 2004 Goldmedaille bei der Weltmeisterschaft
- 2005 Silbermedaille bei der Weltmeisterschaft
- 2006 Goldmedaille bei den Olympischen Winterspielen
- 2007 Goldmedaille bei der Weltmeisterschaft
- 2008 Silbermedaille bei der Weltmeisterschaft
- 2009 Silbermedaille bei der Weltmeisterschaft
- 2010 Goldmedaille bei den Olympischen Winterspielen

## Statistik

### International
Statistikquellen: Media Guide Olympics 2006; Media Guide Olympics 2010

### National
(Legende zur Spielerstatistik: Sp oder GP = absolvierte Spiele; T oder G = erzielte Tore; V oder A = erzielte Assists; Pkt oder Pts = erzielte Scorerpunkte; SM oder PIM = erhaltene Strafminuten; +/− = Plus/Minus-Bilanz; PP = erzielte Überzahltore; SH = erzielte Unterzahltore; GW = erzielte Siegtore; 1 Play-downs/Relegation; Kursiv: Statistik nicht vollständig)